# Roháčova (Písek)
Ulice Roháčova se nachází v Písku. Navazuje na Žižkovu třídu a pokračuje ulicí Máchovou. Původní název je Travná cesta. Úřední název Roháčova nese od 3. února 1900 podle českého vojevůdce Jana Roháče z Dubé. Po prolomení Táborské branky (vyústění Nerudovy do Komenského ulice) a zasypání Vrtačky vznikla cesta, jež vedla na Vyhlídky. Roku 1940 zde byl pokácen les, čímž vznikla malá políčka a některá z nich byla bezplatně přidělena chudším občanům Písku. Písečtí v tomto způsobu viděli podobu s kolonizací v USA, a proto začali pahorku říkat Amerika.